# Novoprivolni
Novoprivolni (en rus: Новопривольный) és un poble (un possiólok) de l'óblast de Rostov, a Rússia, que en el cens del 2010 tenia 604 habitants, pertany al districte de Remóntnoie.